# 公庫
公庫（こうこ）とは、政府系の金融機関のうち、金庫 (特殊法人)、特殊銀行を除いた特殊法人の名称。現在は、沖縄振興開発金融公庫のみが存在する（名前としては株式会社日本政策金融公庫にも残っている）。
政府が全額出資している。沖縄振興開発金融公庫は、琉球開発金融公社を日本政府が承継した時の、資産から負債を差し引いた額を出資額としている。公庫の設立目的は、「一般の金融機関から融資を受けることが困難な分野に対して自ら融資すること」と「一般の金融機関から融資を受けやすくするための保証を行うこと」である。

## 現存する公庫
- 沖縄振興開発金融公庫

## 改組・廃止された公庫
- 医療金融公庫 - 1985年1月1日解散、社会福祉・医療事業団に事業承継
- 中小企業信用保険公庫 - 1999年7月1日解散、中小企業総合事業団に事業承継
- 環境衛生金融公庫 - 1999年10月1日解散、国民生活金融公庫に事業承継
- 北海道東北開発公庫 - 1999年10月1日解散、日本政策投資銀行に事業承継
- 住宅金融公庫 - 2007年3月31日廃止、独立行政法人住宅金融支援機構に事業継承
- 公営企業金融公庫 - 2008年10月1日解散、地方公共団体が共同で設立する新組織地方公営企業等金融機構に事業継承
- 国民生活金融公庫 - 2008年10月1日解散、株式会社日本政策金融公庫に事業継承
- 中小企業金融公庫 - 2008年10月1日解散、株式会社日本政策金融公庫に事業継承
- 農林漁業金融公庫 - 2008年10月1日解散、株式会社日本政策金融公庫に事業継承

## 復帰前の沖縄における公庫
復帰前の沖縄において設立された法人であって、その名称に「公庫」の文字が用いられているもののこと。大衆金融公庫法（1954年立法第40号）に基づく大衆金融公庫が該当する。

## 予算及び決算
公庫は事業年度毎に、予算を財務大臣に提出し、閣議決定・国会の議決を経て内閣から通知を受ける。また決算期に財務諸表につき財務大臣の承認を受けるものとされている。これらの事項は、沖縄振興開発金融公庫の予算及び決算に関する法律に定められている。